# 아슈르-단 1세
아슈르 단 1세는 아시리아 최장의 제위 왕중의 하나이며 아시리아 왕 목록에 따르면 약 46년간 다스렸다. 중아시리아 기간의 더 널리 사용되는 연대기 중의 하나를 따르면 그는 기원전 1179년에서 1133년까지 지배하였다. 그는 그의 아버지 닌우르타-아필-에쿠르를 계승하였고 그의 아들 닌우르타-투쿨티-아슈르에 의해 계승되었다. 이외에는 그의 치세에 관해 거의 알려지지 않았다.